# Футбольное поле
Футбо́льное по́ле — площадка для игры в футбол. Её размеры и разметка регламентируются Правилом 1 Правил игры в футбол.

## История
- 1863 — первые указания в правилах на размер футбольного поля.
- 1875 — под давлением Шеффилдской футбольной ассоциации, ФА Англии принимает правила, предписывающие оборудовать ворота жёсткой перекладиной и запрещающие употребление ленточки; устанавливается окончательный размер ворот.
- 1891 — появление сетки на воротах[1][2].
- 1901 — появление штрафной площади.
- 1912 — право вратаря на игру руками ограничено своей штрафной площадью.
- 1937 — последнее изменение в разметке — дуга штрафной площади в 10 ярдах от точки пенальти.

## Покрытие
Матчи могут проводиться на полях с естественным и искусственным покрытием. Согласно официальным правилам игры в футбол, искусственное покрытие должно быть зелёного цвета.

## Размеры
Поле для игры имеет форму прямоугольника. Боковая линия обязательно должна быть длиннее линии ворот.
Размеры поля:

Длина: минимум 90 м (100 ярдов), максимум 120 м (130 ярдов) 

Ширина: минимум 45 м (50 ярдов), максимум 90 м (100 ярдов)
Площадь — от 4050 м2 до 10 800 м2 
Размеры поля при проведении международных матчей:

Длина: минимум 100 м (110 ярдов), максимум 110 м (120 ярдов)

Ширина: минимум 64 м (70 ярдов), максимум 73.2 м (80 ярдов)
Рекомендуемые FIFA размеры:

Длина: 105 метров

Ширина: 68 метров
Площадь — 7140 м2

## Разметка
Разметка поля делается линиями шириной не более 12 см (5 дюймов); эти линии входят в площади, которые они ограничивают. Все линии должны быть одинаковой ширины.
Две длинные линии, ограничивающие поле для игры, называются боковыми линиями; две короткие линии — линиями ворот.

### Центр поля
Поле делится на две половины с помощью средней линии, соединяющей середины боковых линий. Посередине средней линии делается отметка центра поля — сплошной круг диаметром 0.3 м (1 фут). Вокруг центра поля проводится окружность радиусом 9,15 м (10 ярдов). С отметки центра поля в начале каждого из таймов основного и дополнительного времени, а также после каждого забитого гола, выполняется начальный удар. При исполнении начального удара все игроки должны находиться на своих половинах поля, а соперники выполняющей удар команды — и за пределами центрального круга.

### Площадь ворот
На каждой половине поля размечается площадь ворот — зона, из пределов которой выполняется удар от ворот.
Из точек, находящихся на расстоянии 5,5 м (6 ярдов) от внутренней стороны каждой стойки ворот, под прямым углом к линии ворот вглубь поля проводятся две линии. На расстоянии 5,5 м (6 ярдов) от линии ворот эти линии соединяются другой линией, параллельной линии ворот. Таким образом, размеры площади ворот — 18,32 м (20 ярдов) на 5,5 м (6 ярдов).

### Штрафная площадь
На каждой половине поля размечается штрафная площадь — зона, в которой вратарь может играть руками, а в ворота команды, совершившей в своей штрафной площади нарушение, наказуемое штрафным ударом, будет назначен 11-метровый удар.
Из точек, находящихся на расстоянии 16,5 м (18 ярдов) от внутренней стороны каждой стойки ворот, под прямым углом к линии ворот вглубь поля проводятся две линии. На расстоянии 16,5 м (18 ярдов) от линии ворот эти линии соединены другой линией, параллельной линии ворот. Размеры штрафной площади, таким образом — 40,32 м (44 ярда) на 16,5 м (18 ярдов). В пределах штрафной площади, по центру линии ворот и на расстоянии 11 м (12 ярдов) от неё, наносится одиннадцатиметровая отметка — сплошной круг диаметром 0,3 м (1 фут). За пределами штрафной площади проводится дуга окружности радиусом 9,15 м (10 ярдов), центр которой находится на одиннадцатиметровой отметке. Данная дуга используется для расположения игроков команд при пробитии одиннадцатиметрового удара.

### Угловые секторы
В каждом из четырёх углов поля проводится дуга радиусом 1 м (или 1 ярд) с центром в углу поля, ограничивающая сектор для исполнения угловых ударов.
На расстоянии 9,15 м (10 ярдов) от границ угловых секторов у боковых линий и линий ворот могут быть нанесены отметки (с внешней стороны линий, примыкающих к ним под прямым углом), используемые для определения расстояния, на котором находятся игроки при исполнении углового удара.

## Флагштоки
В углах поля обязательно должны быть установлены флаги на флагштоках высотой не менее 1,5 метра (5 футов), не имеющих сверху заострений.
Также флагштоки могут быть установлены на расстоянии не менее одного метра от пересечения средней и боковой линии (в современном футболе используются исключительно редко).

## Ворота
Ворота должны быть шириной 7,32 м (8 ярдов) и высотой 2,44 м (8 футов). Ворота должны размещаться по центру каждой из линий ворот (находиться на равном расстоянии от угловых флагштоков) и быть надёжно закреплены на земле; использование переносных ворот допустимо лишь в случае соответствия их данному требованию.
Ширина линии ворот равна ширине стоек и перекладины. К воротам и грунту за воротами могут прикрепляться сетки, которые должны быть надёжно закреплены и расположены так, чтобы не мешать вратарю.
Стойки и перекладина ворот должны быть изготовлены из дерева, металла или иного разрешённого соответствующим стандартом материала, иметь в поперечном сечении форму прямоугольника, эллипса, квадрата или круга и быть белого цвета.

## Техническая зона
При проведении матчей на стадионах, где имеются специально отведённые места для размещения технического персонала и запасных игроков, в непосредственной близости от поля обозначается техническая зона, границы которой выступают на 1 метр по обе стороны площади, отведённой для скамейки запасных, и вперёд до расстояния в 1 метр от боковой линии. Для обозначения границ этой зоны рекомендуется использовать маркировку.

## Конструкция футбольного поля
Футбольное поле мирового класса — сложное многослойное сооружение. Футбольное поле состоит (сверху вниз) из следующих частей:
- Травяной газон;
- Подложка из песка и щебня;
- Трубы обогрева;
- Трубы дренажа;
- Трубы аэрации.

### Травяное покрытие
Травяное покрытие требуется поливать и удобрять, а также засевать «проплешины». Трава не позволяет проводить много игр: чтобы она не вытаптывалась, количество матчей на натуральной траве не должно превышать двух в неделю.
На современных стадионах траву не выращивают, а привозят в виде рулонов дёрна.

### Синтетическое покрытие
Разработано с целью использования в качестве заменителя натурального газона в регионах (климатических зонах), где отсутствуют условия для фотосинтеза трав спортивной селекции.
Синтетическое покрытие представляет собой «ковёр» из синтетического материала, в котором закреплены пучки искусственной нити («травинки»). Каждая «травинка» — это не просто полоска пластмассы, а изделие сложной формы, например: с рёбрами жёсткости. Для обеспечения игровых характеристик искусственный газон засыпают наполнителем, состоящим из песка и резиновой крошки.
Синтетическому покрытию требуются два типа ухода:
- уборка поверхности покрытия от мусора (листья деревьев и т. д.) и регулярная подсыпка наполнителя до необходимого уровня;
- разуплотнение наполнителя специальным оборудованием, которое разрыхляет наполнитель, состоящий из кварцевого песка и резинового гранулята.